# Errezil
Errezil è un comune spagnolo di 615 abitanti situato nella comunità autonoma dei Paesi Baschi.